# Pitoaré
Pitoaré est un quartier de la ville de Maroua, dans la région de l'Extrême-Nord au Cameroun. Il est situé dans la commune d'arrondissement de Maroua I, subdivision de la communauté urbaine de Maroua.

## Histoire et géographie
Pitoaré est un quartier situé au Sud - Ouest de la ville de Maroua.

## Lieux connus
- Hôtel Rawa
- Hôtel La Prudence[2]
- Hôtel de ville de Maroua[3]
- Délégation Régionale de Santé publique de l'Extrême - Nord (Maroua)
- École française les Boukarous[4].
- École maternelle Bilingue de la CNPS de Maroua[5]
- Clinique du Sahel[6]
- Mission de plein évangile de Pitoaré[7]